# برانکو راشوویچ
برانکو راشوویچ (انگلیسی: Branko Rašović؛ زادهٔ ۱۱ آوریل ۱۹۴۲ – درگذشتهٔ ۱۱ اکتبر ۲۰۲۴) بازیکن فوتبال اهل یوگسلاوی بود.
از باشگاه‌هایی که در آن بازی کرده‌است می‌توان به باشگاه فوتبال بروسیا دورتموند و باشگاه فوتبال پارتیزان اشاره کرد.
وی همچنین در تیم ملی فوتبال یوگسلاوی بازی کرده‌است.